# Charlotte Lorenz
Hedwig Charlotte Lorenz (* 26. Juli 1895 in Oschersleben; † 1. April 1979 in Berlin) war eine deutsche Wirtschaftswissenschaftlerin.

## Leben
Sie studierte neuere Sprachen (u. a. Türkisch) und Volkswirtschaftslehre an der Friedrich-Wilhelms-Universität zu Berlin, wurde 1919 promoviert und war Referentin im Statistischen Reichsamt in Berlin. Sie habilitierte sich 1927 und wurde 1937 außerordentliche Professorin der Volkswirtschaftslehre und Sozialstatistik an der Universität Berlin. Da sie zum 1. Mai 1933 der NSDAP beigetreten war (Mitgliedsnummer 2.644.763), wurde ihr 1945 fristlos gekündigt. Sie fand zunächst Anstellung als Lehrbeauftragte, später als außerordentliche Professorin an der Universität Göttingen.
Anfang April verstarb Charlotte Lorenz in Berlin im Alter von 83 Jahren.

## Schriften (Auswahl)
- mit Paul Umbreit: Der Krieg und die Arbeitsverhältnisse. Stuttgart 1928, OCLC 1814839.
- Entwicklung und Lage der weiblichen Lehrkräfte an den wissenschaftlichen Hochschulen Deutschlands, herausgegeben vom  Deutschen Akademikerinnenbund, Berlin: Duncker & Humblot 1953.
- Die Statistik in der Kriegswirtschaft. Hamburg 1936, OCLC 934019896.
- Allgemeine Grundlegung und Anleitung. Berlin 1951, OCLC 256431085.
- Betriebswirtschaftsstatistik. Methode und Arbeitspraxis mit Anleitungen zur Aufgabenbearbeitung. Berlin 1960, OCLC 760370053.